# هارون سميث
هارون سميث (بالإنجليزية: Aaron Smith)‏ هو لاعب كرة قدم أمريكية أمريكي، ولد في 19 أبريل 1976 في كولورادو سبرينغس في الولايات المتحدة.

## وصلات خارجية
- هارون سميث على موقع مرجع كرة القدم المحترفة.كوم (الإنجليزية)